# Blechnum lenormandii
Blechnum lenormandii là một loài dương xỉ trong họ Blechnaceae. Loài này được Diels mô tả khoa học đầu tiên..
Danh pháp khoa học của loài này chưa được làm sáng tỏ. 